# Johannes Draaijer
Johannes Draaijer (Nijemirdum, 8 maart 1963 - Hoeven, 27 februari 1990) was een Nederlands wielrenner.

## Loopbaan
Na een sterke amateurloopbaan werd Draaijer relatief laat professional. Na zijn etappezege in de Ronde van Murcia mocht hij in 1989 met PDM mee als knecht naar de Ronde van Frankrijk, waarin hij als 130e aan de eindstreep kwam.

## Overlijden
Draaijer overleed in 1990 op 26-jarige leeftijd aan een hartstilstand. Na de autopsie werd de officiële doodsverklaring overigens op wiegendood gesteld. Geruchten dat doping een rol heeft gespeeld bij de dood van Draaijer werden gevoed door het feit dat kort daarvoor ook de wielrenners Bert Oosterbosch (32) en Connie Meijer (25) aan een hartstilstand waren overleden. De dood van deze renners, en ook die van Draaijer, werd later – overigens zonder overtuigend bewijs – toegeschreven aan experimenten met epo, een middel dat in die tijd net door de sportwereld was ontdekt.

## Belangrijkste overwinningen
1987
- 5e etappe Vredeskoers
- 12e etappe Vredeskoers
- Nederlands kampioen op de weg, Amateurs

1989
- 1e etappe Ronde van Murcia

## Resultaten in voornaamste wedstrijden
| Jaar | Ronde van Italië | Ronde van Frankrijk | Ronde van Spanje |
| ---- | ---------------- | ------------------- | ---------------- |
| 1989 |                  | 130e                |                  |

| Jaar | Gent-Wevelgem | Ronde van Vlaanderen | Parijs-Roubaix | Amstel Gold Race |
| ---- | ------------- | -------------------- | -------------- | ---------------- |
| 1989 | 80e           | 41e                  | 45e            | 83e              |